# Castillo de Alberite de San Juan
El castillo de Alberite de San Juan era una fortaleza de origen musulmán situada en el municipio español de Alberite de San Juan, en la provincia de Zaragoza.

## Historia
Alberite en árabe significa la posta. El castillo perteneció a la orden del Temple desde el año 1139, en que Pedro de Atarés, señor de Borja, se las entrega en encomienda en la persona del maestre Rigaldo y que tras la disolución de la orden a principios del siglo XIV, pasó a la Orden de San Juan de Jerusalén.

## Descripción
Del castillo, se conservan la torre de la Iglesia de Nuestra Señora de la Asunción y unos sillares en ángulo recto junto a la Iglesia, además se ha comprobado que la torre de la iglesia correspondía a la torre del castillo.

Como resultado de las recientes restauraciones se consiguió recuperar una viga policromada con elementos heráldicos.